# Hōzōmon

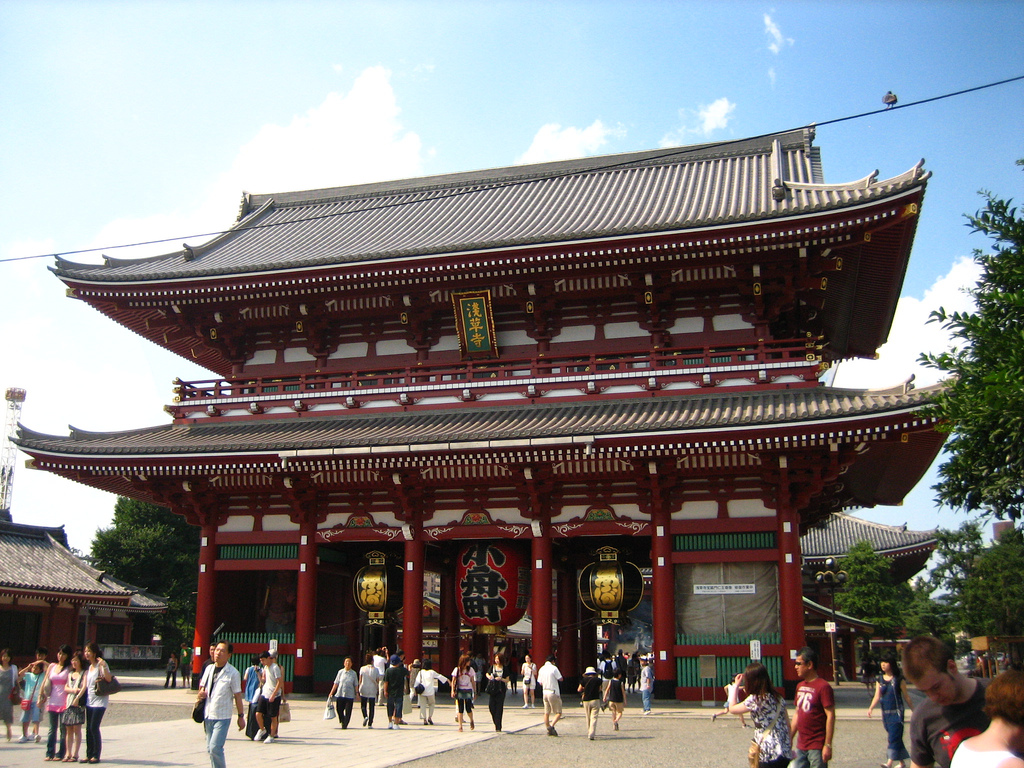
Le côté sud du Hōzōmon.

Le Hōzōmon (宝蔵門, « porte de la maison du Trésor ») est la porte intérieure d'un ensemble de deux grandes portes qui conduisent finalement au Sensō-ji (la porte extérieure étant le Kaminarimon) situé à Asakusa, Tokyo. Porte à deux niveaux (nijūmon), l'étage du Hōzōmon héberge nombre de trésors du Sensō-ji. Le niveau au sol abrite deux statues, trois lanternes et deux grandes sandales. Il fait 22,7 m de haut, 21 m de large et 8 m de profondeur.

## Histoire

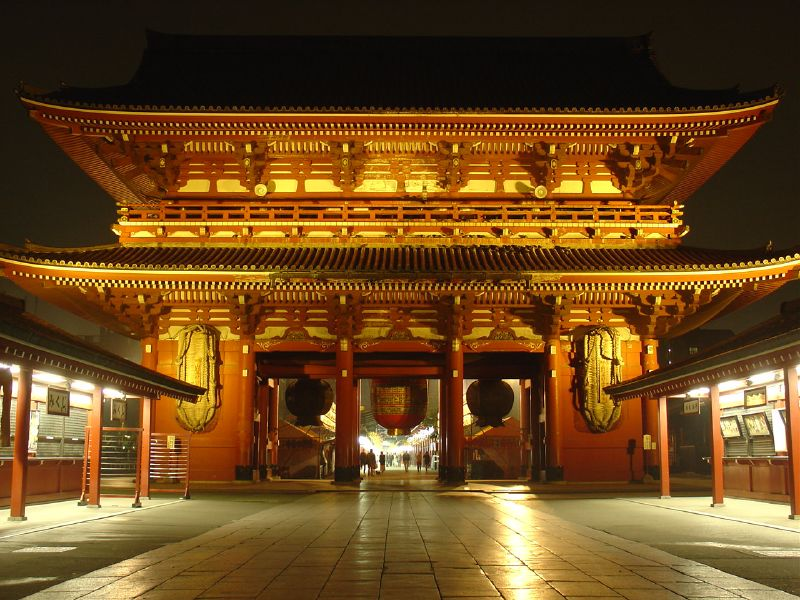
Le côté nord de la porte.

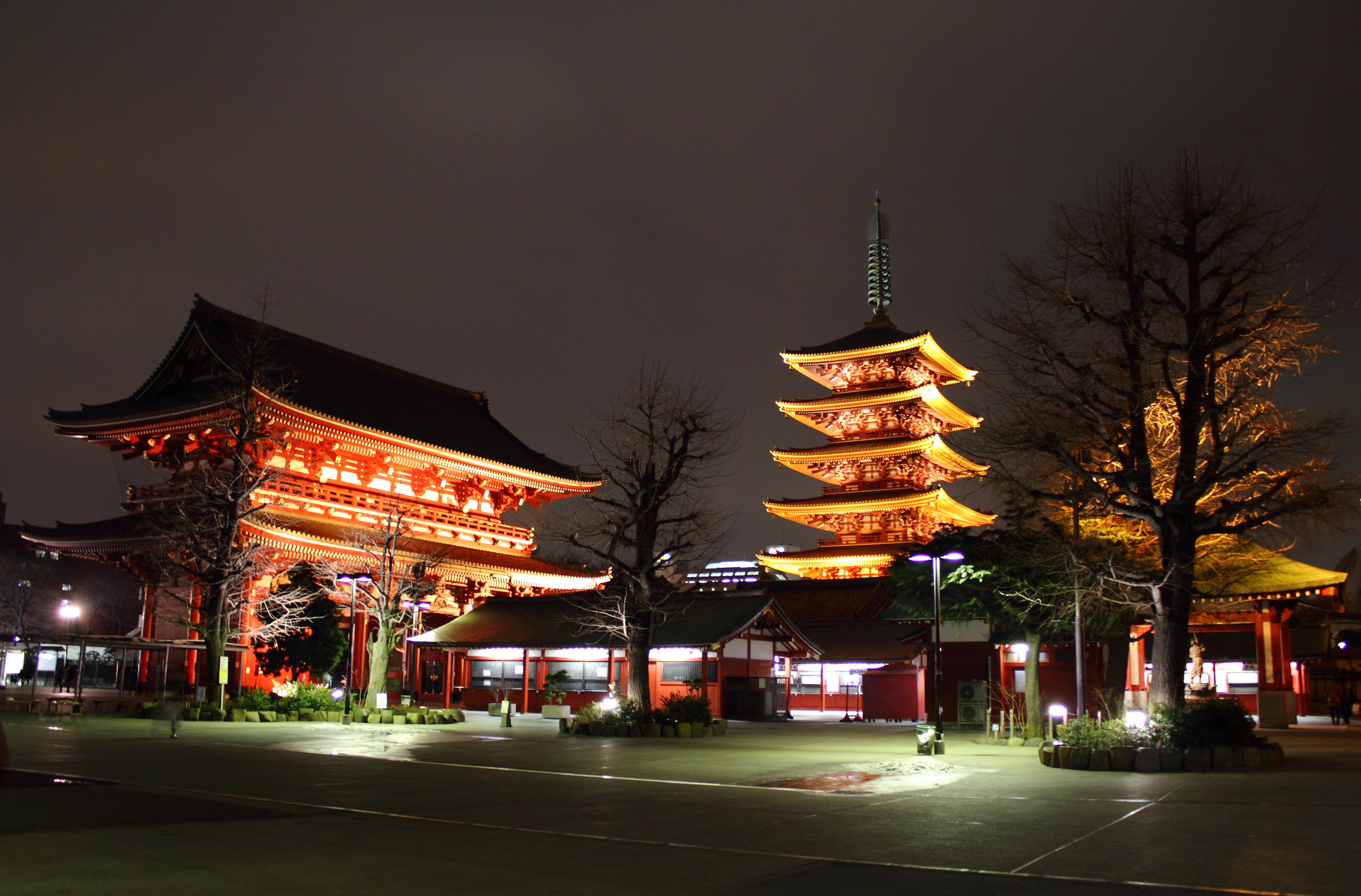
Hōzōmon et la pagode.

Le Hōzōmon est construit en 942 par Taira no Kinmasa. Détruit par un incendie en 1631, il est reconstruit par Tokugawa Iemitsu en 1636. Il reste intact pendant plus de trois cents ans jusqu'à ce qu'il soit à nouveau incendié lors du bombardement de Tokyo de 1945. En 1964, l'actuel bâtiment de béton en acier renforcé est construit grâce à un don de 150 millions de yens de Yonetarō Motoya.
Comme la porte a été reconstruite à l'aide de matériaux ignifuges, le niveau supérieur du Hōzōmon abrite les sutras vénérés du Sensō-ji. Ces trésors comprennent une copie du Sūtra du Lotus désigné trésor national du Japon et l'Issai-kyō, collection complète d'écritures bouddhiste désignée bien culturel important.

## Caractéristiques
Contrairement au Kaminarimon, qui abrite quatre statues différentes, le Hōzōmon abrite deux statues identiques situées de chaque côté de la face sud de la porte.  Ces statues de 5,45 m de haut représentent Niō, la divinité gardienne de Bouddha,. En raison de ces statues, la porte s'appelle à l'origine niōmon (仁王門, « porte Niō ») avant d'être renommé « Hōzōmon ».
La porte comporte également trois grandes lanternes. La lanterne la plus grande et la plus importante est un chōchin rouge suspendu sous le centre de l'ouverture de la porte. Avec une hauteur de 3,75 m, un diamètre de 2,7 m et un poids de 400 kg, la lanterne affiche le nom de la ville de Kobunachō (小舟町). La version actuelle de la lanterne remonte à 2003, lorsque 5 millions de yens ont été donnés par les habitants de Kobunachō. Ce don commémore le 400e anniversaire du début de l'époque d'Edo. De chaque côté du chōchin sont suspendus deux tōrō de cuivre hauts de 2,75 m et pesant environ 1 000 kg chacun. Les trois lanternes sont déposées lors des festivals tels que le Sanja matsuri.
Sur la face nord (arrière) du Hōzōmon se trouvent les waraji, deux sandales de paille de 4,5 m de long, 1,5 m de large et d'un poids de 400 kg chacune.